# Epopeya

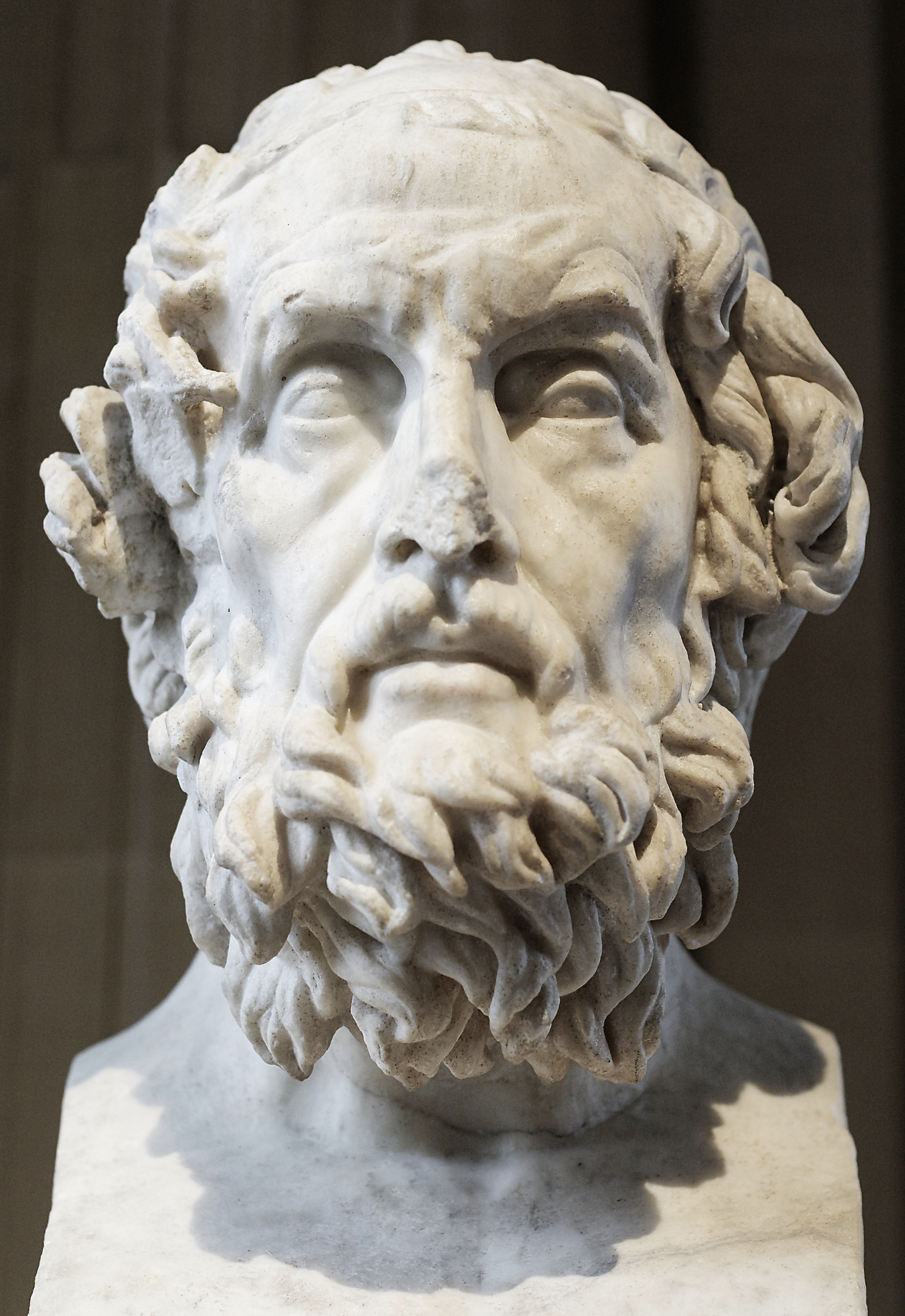
Homero, el primer autor de la poesía épica.

La epopeya es un relato épico o narrativo, escrito la mayor parte de las veces en verso largo, que consiste en la narración extensa de acciones trascendentales o dignas de memoria para un pueblo en torno a la figura de un héroe representativo de sus virtudes de más estima. Se trata de uno de los subgéneros literarios más antiguos dentro del más general de la épica o narrativa.

## Rasgos distintivos, origen y evolución
En ella, sobre todo en la Antigüedad, cuando, la sociedad estaba dominada por nobles guerreros y sacerdotes, intervienen muchas veces elementos fantásticos o dioses (los dioses sumerios en el caso de la Epopeya de Gilgamesh, los griegos en el caso de las epopeyas de Homero, los latinos en el caso de la Eneida de Virgilio). Casi siempre sus argumentos tienen que ver con hazañas o gestas peligrosas relacionadas con contiendas bélicas, viajes maravillosos o ambas cosas, incluyendo muchas de ellas un viaje al inframundo (nekyia o catábasis), un sueño profético o una visión de ultratumba. Esto se relaciona con el monomito o teoría del Viaje del héroe, según el mitólogo Joseph Campbell. Su extensión es muy grande y van desapareciendo a lo largo de la historia hasta que en la actualidad ya no se componen, porque no son reflejo de una sociedad en que el poder lo detenta un estamento noble dedicado a la guerra con un sistema de valores centrados en el honor individual o la honra colectiva que encarna el personaje principal, el héroe o protagonista, muchas veces secundado por otro héroe siguiente en importancia y ayudante, denominado deuteragonista. 
La epopeya actual sigue existiendo, pero en otra forma o género literario que refleja los valores de otra capa social instalada en el poder desde las revoluciones burguesas: la clase media o burguesía. Se trata de la novela moderna, que tuvo su Siglo de Oro en el XIX en que esta capa social accedió al poder. La transición entre ambos géneros, el de la epopeya heroica y la novela moderna, se dio en Europa con una parodia de las últimas formas del género antiguo, los libros de caballerías, en el Quijote (1605 y 1615) de Miguel de Cervantes.
La última gran época en que se crearon epopeyas fue la Edad Media, con sus cantares de gesta o epopeyas medievales; ya en el siglo XIX, fueron absolutamente eliminadas o más bien remplazadas por la novela realista o epopeya del héroe corriente o de la clase media que por entonces iba conquistando el poder político y el prestigio social y reveló en ella unos valores distintos del honor nobiliario y propios de una clase social nueva, la burguesía: el individualismo, el materialismo, el realismo.
Entre los subgéneros de la epopeya figuran el epilio, epilion o canto épico; el cantar de gesta; la saga islandesa; el romance épico antiguo; el poema heroico o poema épico culto; el roman courtois; el libro de caballerías; la epopeya burlesca y la novela. La característica principal de la epopeya es su ambiciosa extensión, repartida a través de diversas rapsodias o cantos.

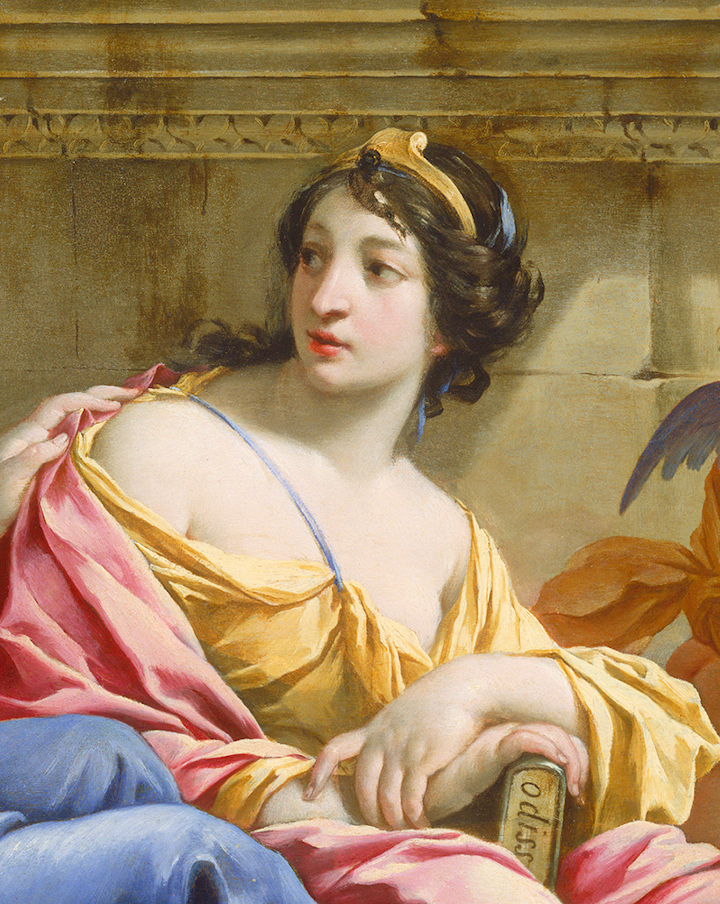
Detalle de la pintura Las musas Urania y Calíope (1634) de Simon Vouet, que representa a Calíope, musa de la poesía épica y de la elocuencia.

Los primeros esbozos épicos fueron producto de sociedades preliterarias y tradiciones poéticas orales. En esas tradiciones, la poesía se transmitía a la audiencia y era reproducida por medios puramente orales. Los clásicos estudios sobre la epopeya popular de los Balcanes realizados por Milman Parry y Albert Lord demostraron el modelo paratáctico usado en la composición de este tipo de poemas y la importancia de las fórmulas mnemotecnias en su repentización. Las largas epopeyas se construían en forma de cortos episodios de igual interés e importancia, y el recitante usaba determinados pasajes de tránsito para darse tiempo a ir recordando cada uno de los pasajes que debía engarzar, pasajes de tránsito que por tal motivo eran muy repetidos constituyendo las llamadas fórmulas o estilo formular. Parry y Lord sugirieron también que las obras de Homero (el primer autor de epopeyas) podrían haber sido compuestas de un modo semejante, a partir del dictado de un texto oral.
Las epopeyas clásicas deben poseer al menos diez características:
1. Invocación o súplica preliminar a la Musa.
2. Formulación inicial del asunto o tema de la obra, por lo general una disputa o guerra, un viaje maravilloso o ambas cosas a la vez.
3. Comienzo In medias res.
4. El espacio de acción es vasto, cubre muchas naciones o el universo.
5. Uso de epítetos y fórmulas repetidas.
6. Inclusión de extensas enumeraciones.
7. Presencia destacada de largos y cuidados discursos.
8. Intervención e implicación de los dioses o criaturas fantásticas en los asuntos humanos.

## Epopeya semítica antigua

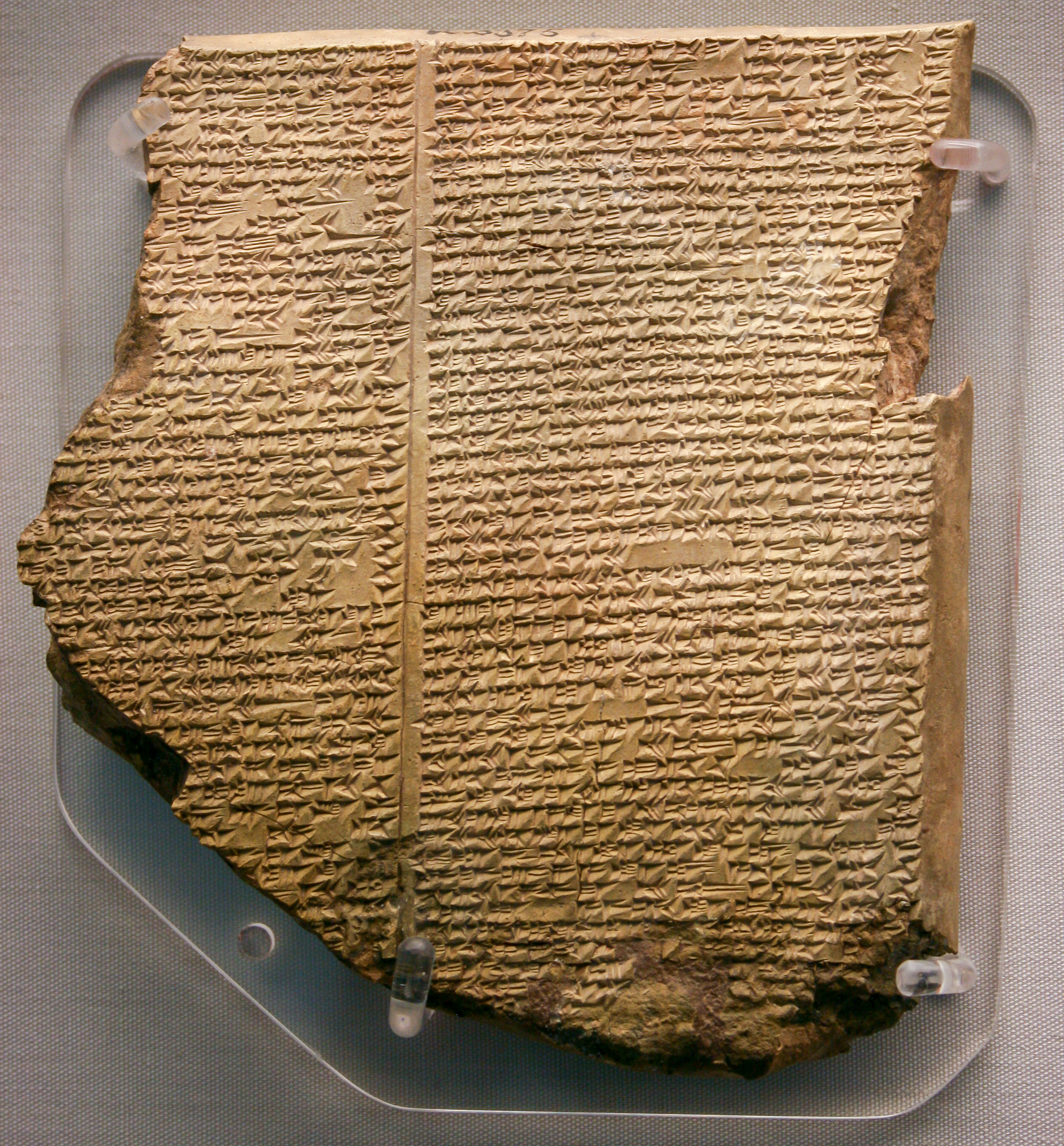
Tablilla sobre el diluvio, del Poema de Gilgamesh, (c. a. C.), Museo Británico.

La interesante épica semítica antigua tomó como modelo el enfrentamiento entre un héroe que simbolizaba la civilización y los valores urbanos, el rey en un tercio divino Gilgamesh, y otro héroe que representaba los valores naturales, campesinos y rurales, Enkidu. Esta es la materia que configura la llamada Epopeya de Gilgamesh, en la que ambos héroes se hacen amigos contra los dioses que quieren enemistarlos; tras luchar contra el gigante Humbaba y otras muchas aventuras muere Enkidu y, embargado por la pena, Gilgamesh consulta con el viejo Utnapishtim, que hizo el arca para escapar del diluvio, preguntándole cómo devolverlo a la vida; viaja al inframundo en busca de la hierba de la inmortalidad, pero en un momento de descuido una serpiente se la arrebata. El final del texto está muy deturpado, pero al parecer Gilgamesh, que solo en un tercio es divino y en dos tercios es humano, se suicida. Esta epopeya, una de las más importantes que jamás se han escrito, demuestra cómo el hombre puede transformarse en un superhombre, casi en un ser divino, pero no en un dios. Hay elementos de la Epopeya de Gilgamesh que tiene en común con el Génesis, libro del Antiguo Testamento y en otros episodios de otra literatura, la egipcia.

## Principales epopeyas griegas
Se atribuyen a Homero, un aedo o cantor de poemas ciego (aunque algunos estiman que se trata de un conjunto de poemas unidos por un refundidor común, véase Cuestión homérica), dos largas epopeyas en hexámetros, la Ilíada y la Odisea, protagonizadas respectivamente por los héroes Aquiles y Odiseo (también llamado Ulises); constituyen el fundamento de la cultura común de los pueblos griegos. 
Apenas quedan restos de la Destrucción de Troya, de la Tebaida y de la Edipodia. Es burlesca la Batracomiomaquia, o guerra entre las ranas y los ratones. Posteriores son las Posthoméricas de Quinto de Esmirna y la Argonáutica de Apolonio de Rodas. Se presentan como relatos reales de soldados que asistieron a la Guerra de Troya, y por tanto como obras históricas, las novelas de Dictis Cretense, desde el lado griego, y de Dares Frigio, desde el lado troyano, muy populares en la Edad Media.

### La Ilíada

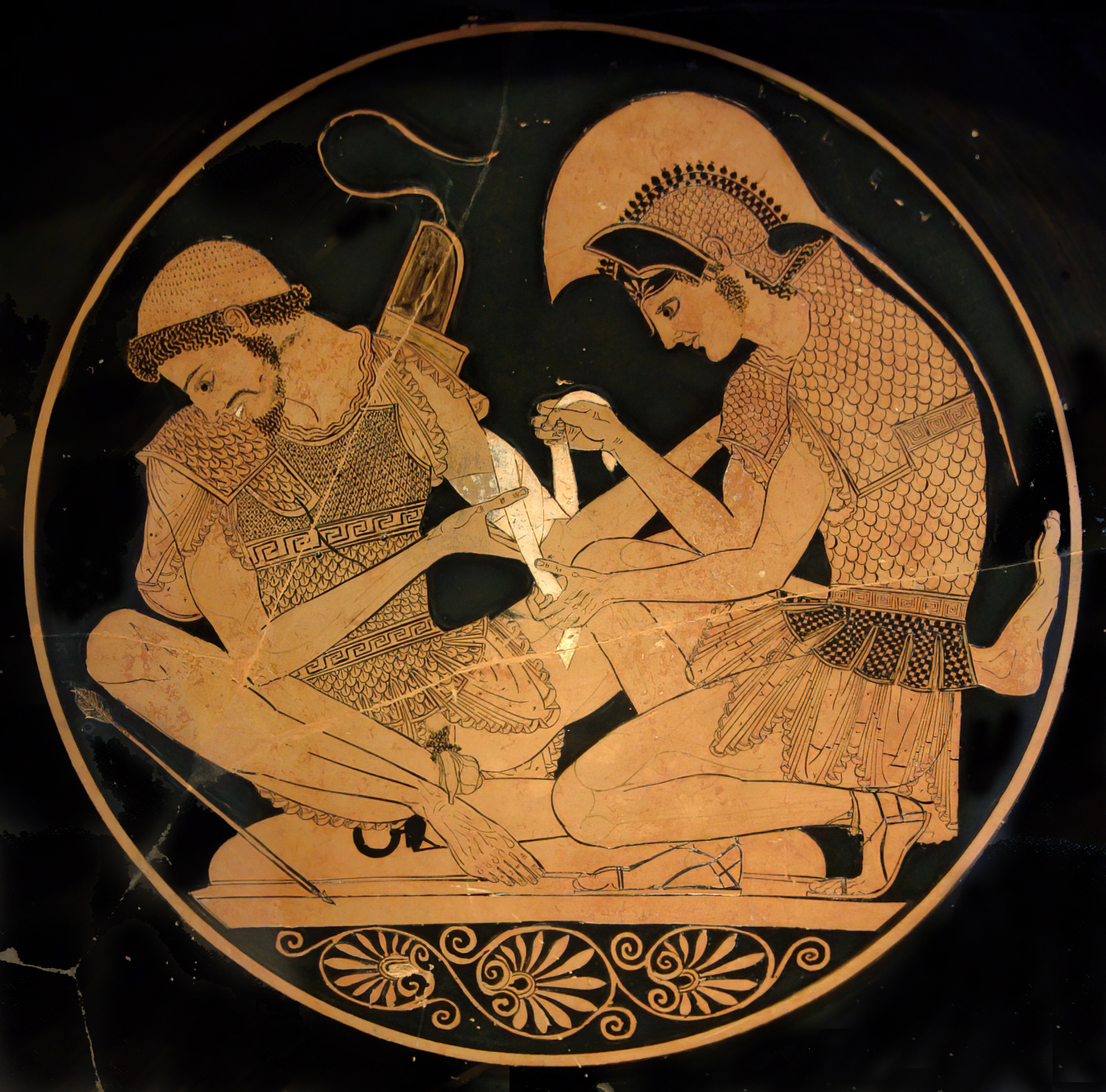
Aquiles venda el brazo de Patroclo. Este último vuelve su cabeza a un lado para evitar ver la sangre y que Aquiles advierta sus muecas de dolor.

La Ilíada narra un periodo de 52 días durante el asedio por los griegos de la ciudad de Troya, ciudad en la costa Este del Egeo, al norte de Asia Menor. La causa del asedio fue que el príncipe Paris, hijo del rey de Troya Príamo, se fugó con la esposa de Menelao, la bella Helena. El héroe principal es Aquiles, "el de los pies ligeros", el mejor guerrero de los griegos, prácticamente invulnerable por haber sido sumergido por su madre, la diosa marina Tetis, en las aguas mágicas de un río, que le han convertido en invulnerable salvo por donde su madre le sostenía, el talón. Al comenzar la obra hay una gran peste en el campamento griego y Aquiles se ha retirado del combate enfadado porque Agamenón, jefe de la coalición griega, le haya quitado a su concubina Briseida, raptada de la ciudad troyana. En consecuencia los combates corren desfavorablemente para los griegos, aunque en ellos se lucen Diomedes, Áyax el Grande, Menelao y su hermano Agamenón ("rey de hombres"), bien aconsejado por el sabio y viejo Néstor, y algunos dioses que asisten a los combates e incluso participan alguna vez en ellos, estimulados por la belleza de la lucha. Apoyan a los griegos Hera, Atenea ("de ojos de mochuelo") y Poseidón; apoyan a los troyanos Afrodita, Ares y Apolo ("el que hiere de lejos"); Zeus ("que amontona las nubes") se declara neutral; aunque en cierto momento apoya a los troyanos por petición de Tetis.
El motivo de la guerra venía en realidad de lejos, cuando en las bodas de Tetis y Peleo la diosa Eris o Discordia, no invitada, arroja en venganza al convite una manzana de oro (la "manzana de la discordia") con la inscripción "para la más bella". Afrodita, Atenea y Hera se disputaron el premio y Zeus nombró como árbitro al troyano Paris, que escogió a Afrodita; desde entonces el rencor de Hera y Atenea se centra en Troya, patria de Paris. Afrodita, a cambio de ser elegida, le había ofrecido a Paris la opción de elegir para sí a la mujer más bella de la tierra. Paris escogió a Helena, reina de Esparta, y aunque se encontraba casada, Afrodita le ayudó en su propósito. El rapto de Helena por Paris ofrece el pretexto adecuado y los distintos pueblos griegos se unen en una expedición común para recuperar a la esposa de Menelao ("bueno en los caballos"). Tras vestir la armadura de Aquiles su amante masculino Patroclo con el propósito de animar a los griegos en el combate, el príncipe troyano Héctor ("domador de caballos"), el mejor de los guerreros troyanos y hermano de París, lo mata; Aquiles, desolado, decide abandonar su enfurruñada inactividad para vengarse personalmente de los troyanos y de Héctor, lo derrota ante las murallas de Troya y arrastra su cuerpo delante de todos los troyanos y, por descontado, de su padre, el rey Príamo, sin acceder a sus súplicas de que le dé sepultura. Príamo abandona en secreto Troya y llega a la tienda de Aquiles, logrando conmover el duro corazón del héroe, de forma que este accede a que pueda llevarse el cuerpo y darle unos dignos funerales. Aquí termina la Ilíada.

### Posthoméricas

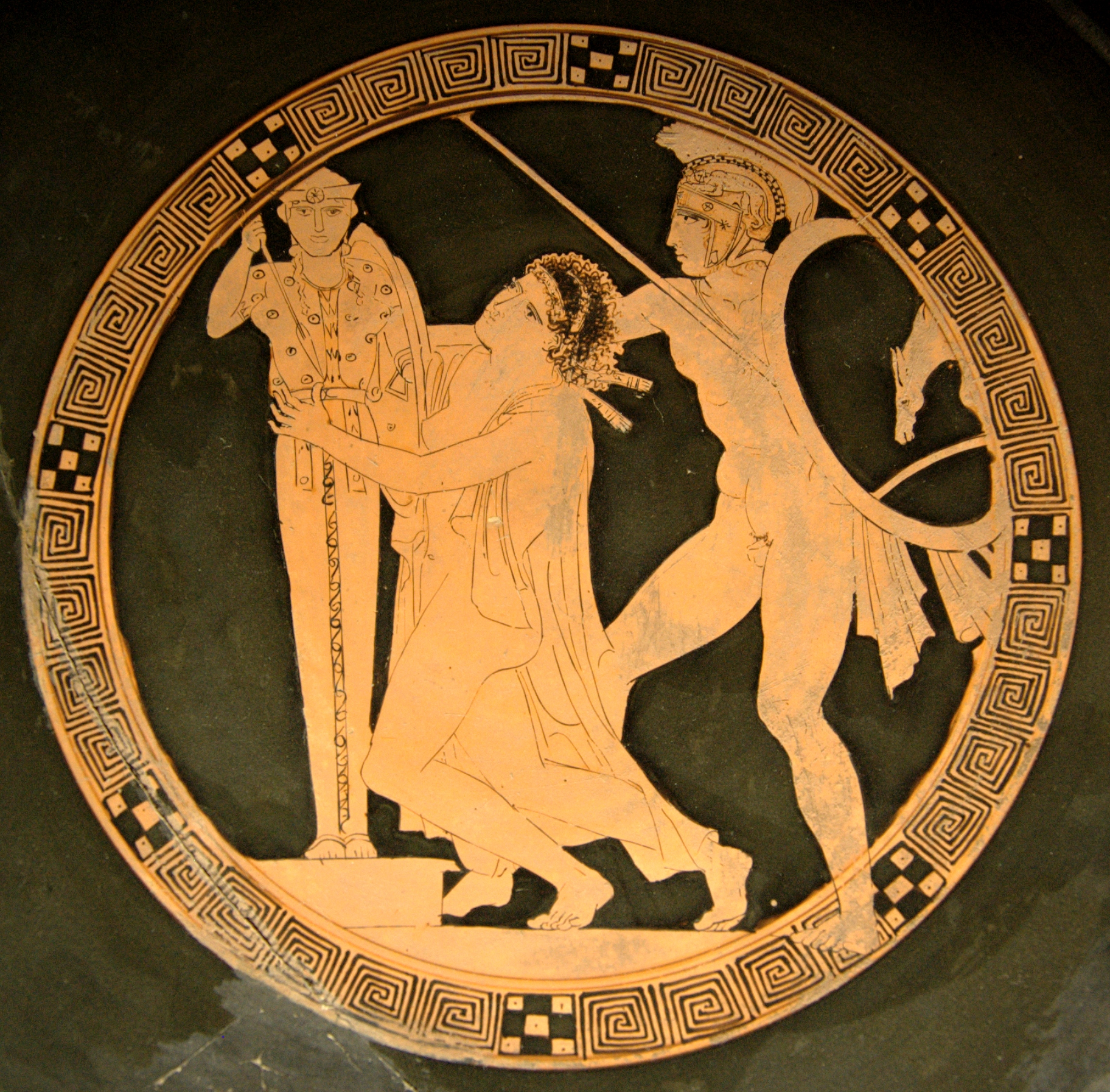
Áyax el Menor arrancando a la fuerza a Casandra del Paladión donde se había refugiado, interior de una copa con figuras rojas del Pintor de Codro, v. 440-430 a. C., Museo del Louvre.

La guerra continúa, pero los griegos no logran ningún éxito definitivo. Al fin, Odiseo o Ulises, tan listo que no quería ir a la guerra y fingió estar loco para que no le llevaran, da con una estratagema, ardid o artimaña que logrará engañar a los troyanos; los griegos fingen retirarse y dejan un caballo de madera como exvoto a los dioses; los troyanos, contentos al creer haberse librado de tan duros enemigos, lo hacen rodar a Troya, a pesar de las advertencias de la adivina Casandra, condenada por Apolo a decir la verdad de lo que va a ocurrir sin que la crean nunca, y del sacerdote Laoconte, que perece con sus hijos devorados todos por una serpiente que Poseidón hace salir del mar. En efecto, el caballo está hueco y dentro hay algunos soldados griegos que, de noche, bajan y abren las puertas de la ciudad al ejército griego, que entra en la plaza y la incendia y saquea; solo se salva el príncipe Eneas, que lleva a su padre Anquises a hombros, junto con su familia y amigos. El poeta latino Virgilio cantará después una epopeya en latín protagonizada por él, la Eneida. Aquiles, sin embargo, muere al recibir un flechazo envenenado de París en el talón, pero él ya había dicho que prefería una vida corta, intensa y gloriosa a una vida larga y sin alicientes. Algo más tarde, Áyax y Odiseo (Ulises) pelean por recuperar el cuerpo del héroe griego y enterrarlo junto al de su amigo Patroclo. Tras el funeral ambos héroes griegos reclaman la armadura de Aquiles como recompensa por sus esfuerzos. Tras una disputa de ingenio, Odiseo recibe la armadura y Áyax furioso cae al suelo exhausto y al levantarse está enloquecido por el furor; en su delirio confunde un rebaño de ovejas con los líderes aqueos, Odiseo y Agamenón, matando a todos los animales. Cuando Áyax despierta de su locura se ve rodeado de sangre y decide quitarse la vida antes que vivir en la vergüenza y el deshonor. Para ello utiliza la espada de Héctor, que este le había concedido como un regalo de honor tras su primer duelo.

### La Odisea

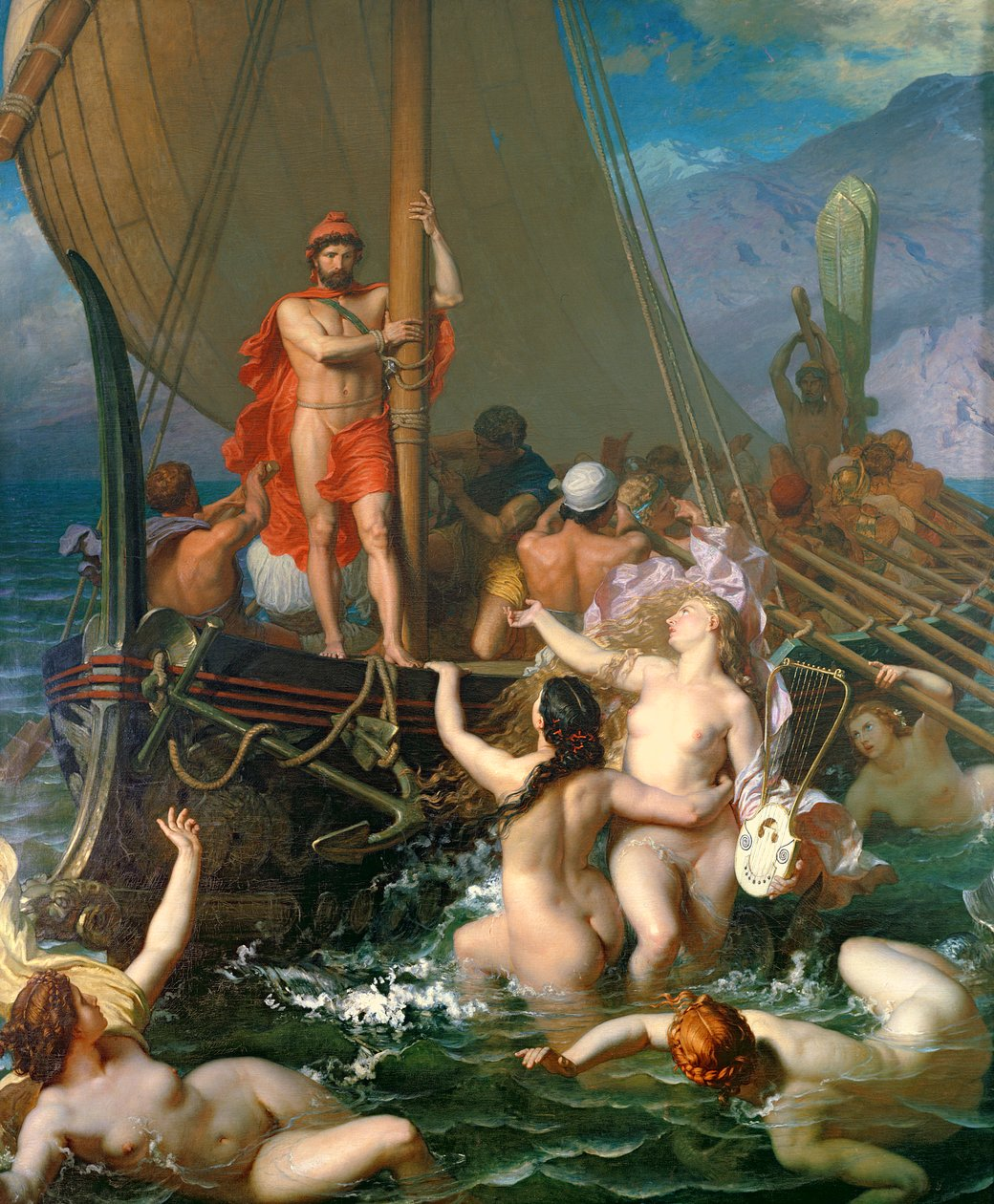
Odiseo atado al mástil de su barco tratando de vencer la atracción de las sirenas. Cuadro de Léon Belly Las sirenas (Museo de l'Hotel Sanderin, Saint Omer, Francia).

La segunda epopeya de Homero, llamada la Odisea, tiene como protagonista principal a Ulises u Odiseo y narra el accidentado viaje de retorno desde Troya del héroe Odiseo, a su patria en la isla de Ítaca. La hostilidad del dios del mar Poseidón lo hace atravesar por todo tipo de peligros y aventuras, y la de Venus por varias peligrosas aventuras amorosas que le retienen mucho tiempo, mientras su hijo Telémaco lo busca por los mares preguntando a los demás héroes de la guerra de Troya dónde está, e incluso a algún dios marino que pesca accidentalmente en el océano, como Proteo, y mientras la esposa de Ulises, Penélope, aguanta en la isla a los pretendientes al trono, pues estos creen que Odiseo ha muerto y debe casarse con uno de ellos. Penélope los desalienta y engaña prometiéndoles que decidirá cuando termine una tela que está tejiendo, pero sin que lo sepan desteje de noche lo que hila de día. Odiseo atraviesa por diversas aventuras: consigue huir de los gigantes antropófagos llamados Lestrigones y del país de los lotófagos, unos hombres que se alimentan de una flor que provoca el olvido; la del gigantesco cíclope Polifemo, pastor hijo de Poseidón, que devora a algunos de los compañeros de Odiseo y que este ciega con un palo caliente dentro de la cueva donde le tiene preso; la de las sirenas, cuyo maravilloso canto hace enloquecer a los marineros y rompe sus barcos entre los escollos, pero que Odiseo evita haciéndose atar y cerrando los oídos de sus marineros con cera; la de la hechicera Circe, enamorada de Odiseo y que transforma a sus compañeros en cerdos y prolonga mágicamente la duración del tiempo a su antojo; la de la diosa Calipso, que se enamora también de él y le promete la vida y la juventud eternas, pero a la que Zeus obliga a dejarlo marchar; la del naufragio y la llegada desnudo a la playa ante los ojos de Nausícaa; cuenta sus aventuras en la corte de Alcínoo; atraviesa los terribles pasos de Escila y Caribdis, a cuál más peligroso; la de la cueva donde Odiseo ofrece un sacrificio a los muertos y experimenta la visión del mundo inferior y, por último, el retorno a Ítaca, en que, ayudado por Atenea, cambia de apariencia a la de un viejo mendigo para no ser reconocido, si bien su moribundo perro Argos no se deja engañar por ello. Con su hijo y su mujer planea la venganza de los holgazanes que pretenden casarse con su mujer; hace que el novio se decida entre los que logren tensar su arco, algo que solo podía hacer Odiseo; nadie lo hace, pero el viejo se atreve a intentarlo y cuando lo tensa, dispara a los pretendientes y con ayuda de Telémaco los mata.

## Epopeyas romanas

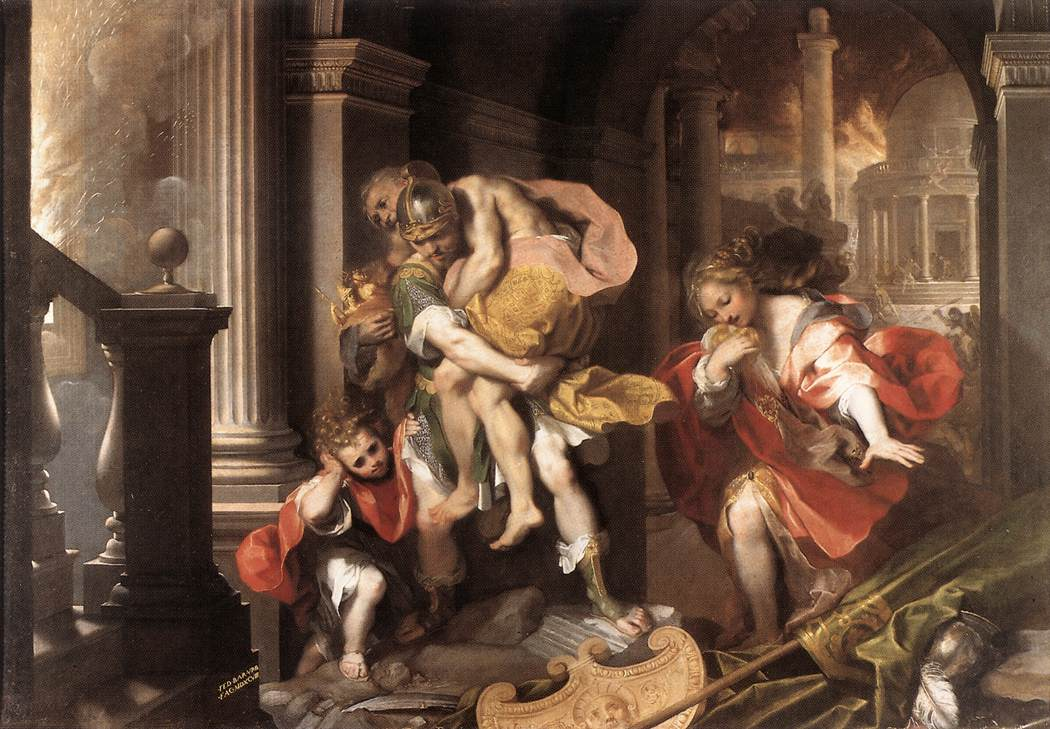
Eneas saliendo de Troya con su padre Anquises a cuestas, por Federico Barocci, 1598.

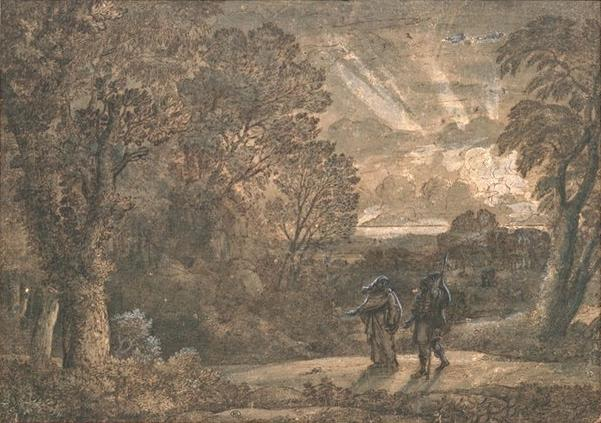
La sibila de Cumas conduce a Eneas al inframundo. Obra de 1673 por Claudio de Lorena inspirada en el libro VI de la Eneida.

Los poetas preclásicos Quinto Ennio o Cneo Nevio compusieron ya epopeyas en latín, pero fue Virgilio quien realizó la que se considera epopeya nacional romana, la Eneida, en doce cantos y un total de casi diez mil hexámetros; los seis primeros narran el viaje de Eneas tras la caída de Troya en busca de una tierra en que asentarse y constituyen una especie de Odisea, y los seis últimos, que narran las guerras en el Lacio de los troyanos asentados en él, una Iliada. La obra es del Siglo I a. C. y fue escrita por encargo del emperador Augusto, con el fin de glorificar, atribuyéndole un origen mítico, el Imperio que con él se iniciaba. Con este fin, Virgilio elabora una reescritura, más que una continuación, de la Ilíada.
El argumento es el siguiente: Eneas, príncipe troyano, huyó de la ciudad tras haber sido quemada por los aqueos. Se llevó a su padre y a su hijo a rastras, y su mujer le seguía a pocos pasos. Pero ella pereció en la oscuridad, y Eneas, desesperado, embarcó con su fiel amigo Acates y otros supervivientes en busca de una nueva tierra. Su enemistad con Hera le llevó a navegar errante durante mucho tiempo, hasta que fue arrojado a las costas del norte de África, en Cartago. Allí habitaba la reina Dido, que se enamoró de él por obra de Cupido, quien flechó su corazón para que olvidara a su difunto marido; entonces lo retuvo por largo tiempo. El reino era hospitalario y todos los troyanos querían quedarse en Cartago, pero Eneas sabía que era en Italia donde debía fundar su imperio. Tras su marcha, Dido se suicidó en una pira con la espada de Eneas maldiciendo por siempre a su amado, haciéndole jurar venganza a su pueblo para que destruyera a los hijos de su padre, los futuros romanos. De esta forma se crea el cuadro que justifica la eterna enemistad entre dos pueblos hermanos, el de Cartago y el de Roma, lo que devendría en las guerras púnicas. En su camino hasta Italia descenderá a los infiernos, donde su padre, ya muerto, le revela que fundará un imperio floreciente, Roma, hasta la época de Augusto.
En los siguientes seis libros Eneas llega al Lacio, donde gobernaba el rey Latino. La hija de Latino, Lavinia, estaba prometida con Turno, el caudillo de los rútulos, pero el oráculo había revelado a Latino que un hombre llegado del mar se desposaría con su hija y crearía un gran imperio en nombre de los latinos. Entonces Turno y Eneas se declararon la guerra y empezaron a batallar durante un buen tiempo. Un día venían aliados de uno y otro día de otro, y la batalla nunca terminaba. Mientras, en el cielo, Venus y Juno ayudaban a unos y a otros sin que Zeus le otorgara la victoria a ninguna. Al final, Eneas mata a Turno en un combate y consigue la mano de Lavinia. Entonces fundarán un reino que algún día se convertirá en Roma.

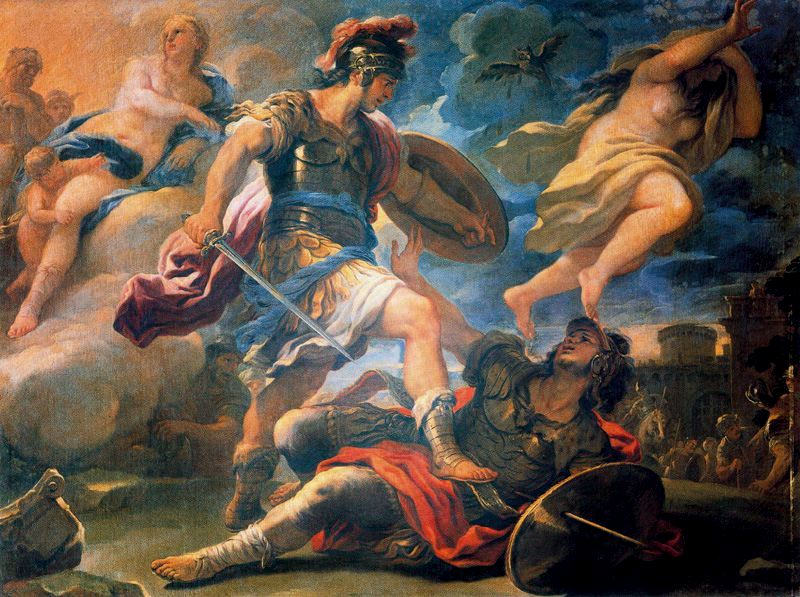
Eneas derrota a Turno, Luca Giordano, (1634 - 1705), escena inspirada en el final de la Eneida de Virgilio.

Si no contamos los numerosos epilios o pequeñas epopeyas compuestas por poetas latinos, son epopeyas posteriores a las citadas la Farsalia de Lucano, la Púnica de Silio Itálico, las Argonáuticas de Valerio Flaco y la Tebaida y la Aquileida de Estacio. Los poetas épicos de época tardorromana se desvían frecuentemente hacia el panegírico; tal es el caso de Claudio Claudiano, de Merobaudes y de Draconcio. Se han perdido otras muchas epopeyas, o apenas se conservan restos de ellas, como del Bellum Historicum de Hostio, el Bellum Sequanicum de Varrón Atacino y otras de Rabirio y Vario Rufo, amigo este de Virgilio que fue quien publicó su Eneida, enterrando así su propia epopeya en el olvido, pese a que en su tiempo tuvo no poco aprecio en el círculo de Mecenas. Otros autores de epopeyas fueron Albinovano Pedo, del que se conserva un largo fragmento que cuenta el viaje de Germánico al mar del Norte, y Herculano, autor de un Carmen de bello Aegyptiaco.

## Epopeyas persas

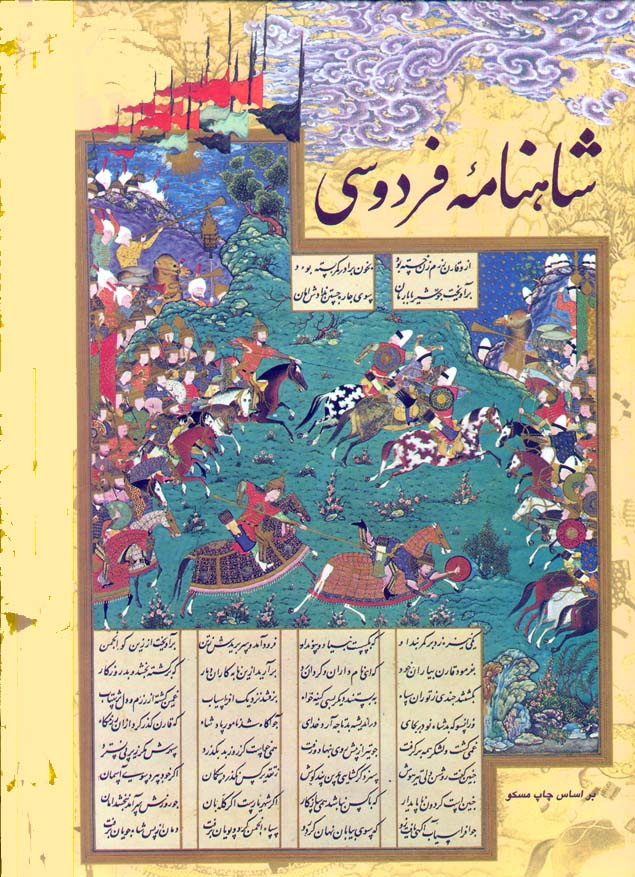
Shâhnameh.

El Libro de los Reyes o Shahnameh de Ferdousi es una epopeya del siglo X después de Cristo escrita en persa, lengua iraní apenas contaminada entonces por arabismos. Es la segunda epopeya más extensa después del Majabhárata hinduista, pues tiene un total de 60.000 versos. Cuenta la historia del Irán antiguo y en especial la historia de los Sasánidas, llegando en el pasado hasta confundirse los reyes legendarios con los Aqueménidas. Ferdousi se inspira en textos anteriores de Abu Mansur Abdul Razzâq e incluyó incluso mil versos de Daqiqi citando su procedencia. Los iraníes lo consideran signo de identidad nacional, del que destacan su originalidad, ya que no toma ningún material narrativo de ninguna otra tradición literaria. De su pervivencia y vitalidad da fe que se siga recitando al son del tambor como una cantinela en los zurjâneh o (casas de la fuerza), una especie de gimnasios tradicionales mientras los asistentes hacen gimnasia con movimientos acompasados.

## Epopeyas orientales
La épica japonesa se configuró fundamentalmente sobre las luchas entre los clanes samuráis de los minamoto y los taira, que dieron lugar al Heike Monogatari.

## Epopeyas indostánicas

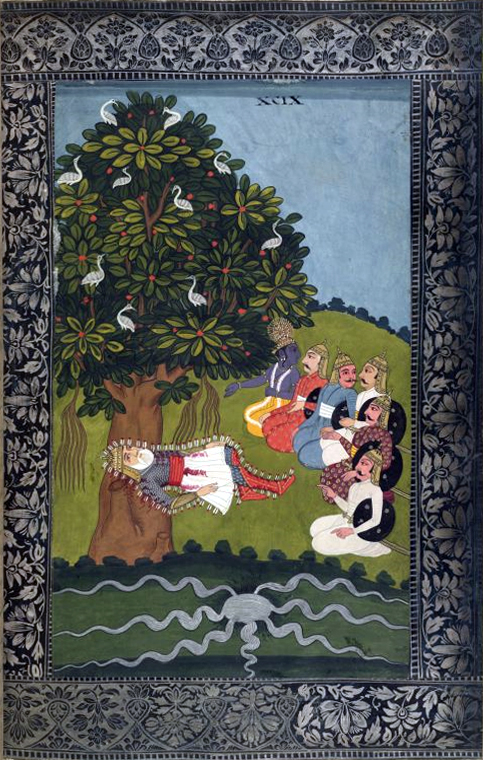
Una de las 134 ilustraciones del Razmnama (Libro de las guerras, 1761-1763), traducción persa del Majabhárata. El rey Akbar (1556-1605) ordenó a Naqib Khan que tradujera el texto hinduista para mejorar las relaciones entre las dos culturas. En esta escena, el abuelo Bhishmá —todavía vivo semanas después del fin de la batalla de Kurukshetra— imparte sus últimas enseñanzas mientras agoniza (sobre el «lecho de flechas» con que su sobrino nieto Áryuna lo acribilló), rodeado por los cinco Pándavas (con ropas musulmanas) y Krishná (de piel azul). Abajo se ve un manantial de la madre Ganges, que Áryuna invocó para saciar la sed de Bhishmá.

En la antigua India la epopeya se caracteriza por el predominio de la fantasía y lo maravilloso. Dos son las muestras principales: El Majábharata y el Ramaiana, escritos en sánscrito.
La epopeya procede de una poesía popular de relatos tradicionales de indudable origen histórico. Estos relatos proceden de la época védica, los recitadores profesionales organizados en castas, los suta, bardos y panegiristas, conductores de los carros durante las guerras, trasmitieron estos relatos épicos, adaptándolos y completándolos. De aquí salieron las dos grandes epopeyas el Majábharata y el Ramáyana. El idioma sánscrito de estas epopeyas está en prosa y en verso; la narración es de forma arcaica, pero los versos narrativos forman la parte más importante; el discurso caracteriza la composición épica y reemplaza el estilo directo, mezclando en él máximas religiosas y conclusiones moralizantes.

### ElMahábharata
El Mahabhárata consta de unos cien mil shlokas (pareados de versos de dieciséis sílabas). No se conoce con certeza su época de composición, y más bien parecen responder a un proceso acumulativo de ampliaciones. Algunos datan la gestación de la obra en la época de aparición del budismo (hacia el siglo VI a. C.; alcanzó su forma clásica y definitiva en el siglo II a. C.
Trata sobre las luchas dinásticas entre los descendientes del rey Bharata: los piadosos Pándavas y los malvados Kauravas. Vencen los Pándavas, ayudados por su amigo el dios Krishna. El relato está entreverado de leyendas fantásticas sobre tales luchas y se intercalan bellos episodios como el del rey Nala y su esposa Damaianti, que son perseguidos por el demonio Kali.

### ElRamáyana
El Ramáyana es una epopeya tres o cuatro siglos posterior al Mahábharata, aunque hay quienes la sitúan en el siglo VIII a. C.
Es de extensión más reducida y consta de unas 24 000 śloka.
Se atribuye al legendario poeta Valmiki.
En él, el príncipe Rāma rescata a su esposa Sītā, raptada en la isla de Sri Lanka por el diabólico Ravana, monstruo de diez cabezas.
Siendo una de las más importantes obras literarias de India antigua tiene un profundo impacto en el arte y la cultura del subcontinente indio y del sureste de Asia.
El Ramáyana no solamente es un cuento religioso. La colonización del sureste de Asia por el pueblo hinduista comenzó en el siglo VIII. Se establecieron imperios como el Jemer, Majapahits, Sailendra, Champa y Sri Vijaya. Gracias a esto, el Ramáiana se volvió popular en el sureste de Asia y se manifestó en la literatura y en la arquitectura de los templos, particularmente en Indonesia, Tailandia, Camboya, Laos, Malasia, Birmania, Vietnam y Filipinas.

## Epopeyas hispánicas
Escritores nacidos en Hispania compusieron epopeyas ya durante la época del Imperio romano, como Lucano, autor de la Farsalia, poema dedicado a Nerón donde se describe la guerra civil entre César y Pompeyo y el suicidio de Catón el Joven; se trata de un poema donde late un interno deseo de vuelta de la República y donde domina el espíritu filosófico del estoicismo; se hizo muy famosa la frase sobre el noble y digno Catón: «Victrix causa diis placuit sed victa Catoni» (‘la causa de los vencedores plugo a los dioses, pero la de los vencidos a Catón’). Esta obra lleva ya el sello del típico realismo español, hasta el punto de que algunos lo han considerado más bien un poema histórico que una epopeya.
Prudencio, el cantor de los mártires cristianos, compuso también un epopeya alegórica en la que luchaban las virtudes y los vicios personificados, la Psychomachia.
Por otra parte, durante la Edad Media no faltaron intentos de elaborar epopeyas cultas en latín, como el Carmen campidoctoris, sobre el Cid Campeador. Paralelamente se desarrollaba una épica en lengua vulgar incitada como respuesta nacional al ejemplo de la épica francesa, que era conocida por su penetración a través del Camino de Santiago, y articuló varios ciclos épicos principalmente en torno a las figuras del Rodrigo Díaz de Vivar, el Cid, y Bernardo del Carpio, y otras menos conocidas.

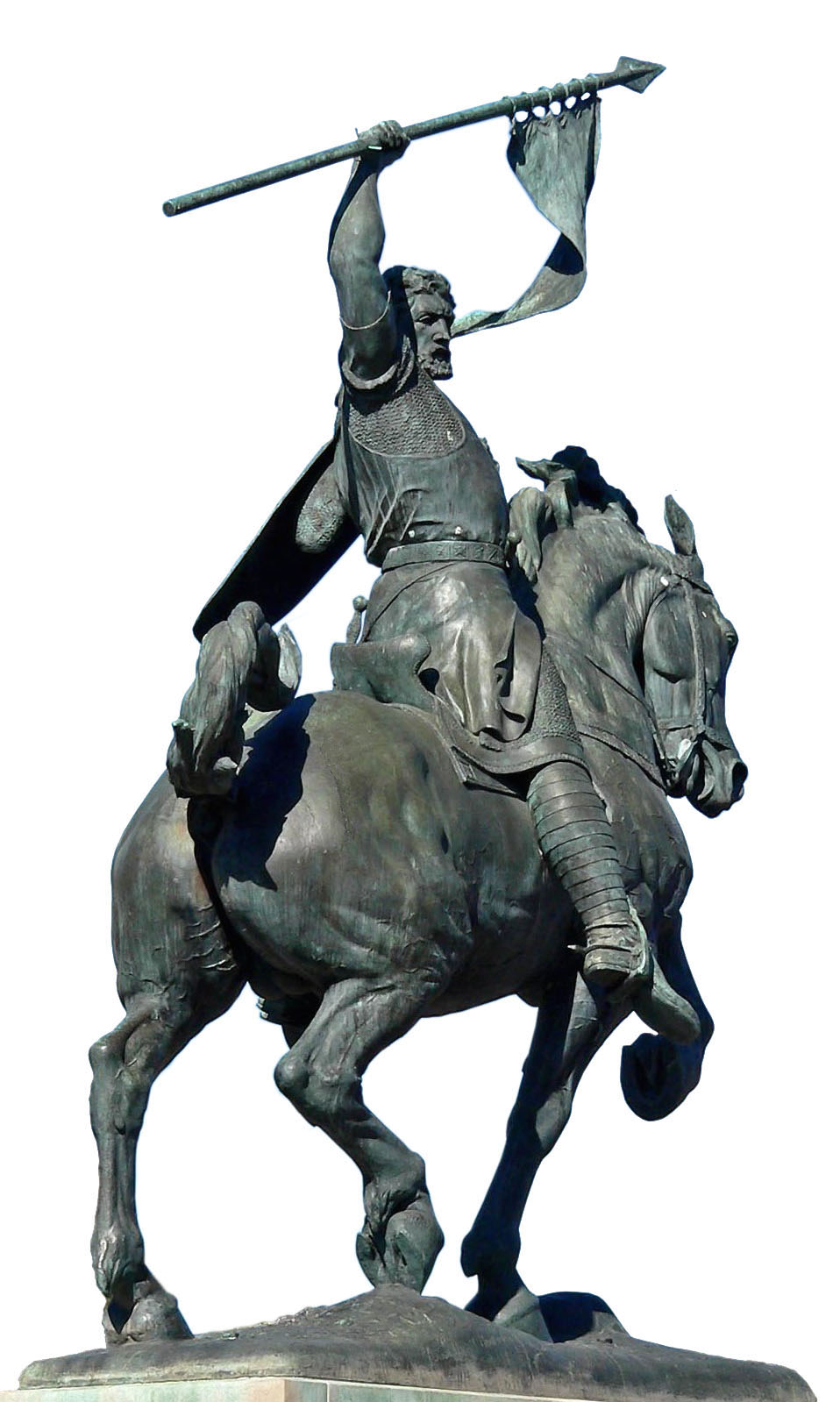
Estatua del Cid en el parque de Balboa en San Diego (California).

El Cantar de mio Cid narra el proceso de recuperación de la honra por parte del gran guerrero Rodrígo Díaz, acusado por la alta nobleza cortesana de quedarse con las parias a su vuelta de un viaje de recaudación a Sevilla; el rey Alfonso monta en cólera y lo destierra; pero el capitán Martín Antolínez intriga para, aprovechando la fama de ladrón que quieren echarle a su amigo, conseguir un préstamo de los judíos Raquel e Vidas con la garantía de dos grandes arcas fuertemente cerradas con cadenas y que en realidad contienen solo arena. Con ese dinero pueden marcharse de Castilla; el Cid deja a su mujer e hijas en el monasterio de San Pedro de Cardeña y se gana la vida luchando contra los moros (y contra el vanidoso conde de Barcelona) consiguiendo cada vez más botín; culmina sus hazañas militares conquistando Valencia junto con sus valientes capitantes, el impetuoso y tartamudo Pero Bermúdez, Ansúrez y su lugarteniente Albarfanez, históricamente un héroe tan importante como el mismo Cid y defensor de Toledo. De cada conquista envía a la Corte la correspondiente quinta parte del rey, quien va deponiendo su actitud y al fin solo impone como condición para admitirlo otra vez que sus hijas Elvira y Sol se casen con los infantes de Carrión, unos siniestros personajes leoneses que no poseen la más mínima virtud.
El Cid defiende con éxito su reino de los ataques del rey Búcar de Marruecos. Pero los capitanes del Cid ocultan la cobardía de los infantes (en la batalla y al soltarse un león) y sus felonías (una de las cuales es, por ejemplo, intentar asesinar al moro Abengalvón, amigo del Cid) y estos, deshonrados por el desprecio general, deciden azotar a sus mujeres y dejarlas abandonadas en el robledo de Corpes y volverse a su natal Carrión. El sobrino del Cid, Félez Muñoz, descubre a sus primas y las devuelve con su padre. Este planea entonces una venganza jurídica: quienes deben enfrentarse a los infantes son sus capitanes, ya que le han ocultado la cobardía de sus manejos, y durante las Cortes recupera la dote (por ejemplo, sus espadas Tizona y Colada) y los infantes son retados a duelo por los capitanes del Cid, que humillan así a toda la nobleza burgalesa. Las hijas del Cid se casan con príncipes y así termina felizmente el poema.
Ya en el Renacimiento, Juan de Quirós publicó en 1552 una epopeya religiosa sobre la pasión de Cristo, que tituló Cristopatía. La conquista de Hispanoamérica suscitó la composición de varias epopeyas cultas, algunas realmente memorables, como La Araucana del madrileño Alonso de Ercilla, que cuenta con recio vigor y gran expresividad la conquista de Chile por los españoles, en la cual el autor participó personalmente. En general, es importante el influjo que ejerció el Canon de Ferrara sobre los poemas épicos cultos del siglo XVI, que merecerían más atención de la que han tenido. Por otra parte, en el XVII y durante el Barroco se encuentran muchas epopeyas bien resueltas, como las varias que compuso Lope de Vega, si bien destaca en especial El Bernardo o La derrota de Roncesvalles de Bernardo de Balbuena, donde a la temática nacional del famoso héroe y su enfrentamiento con Roldán se superpone un italianizante elemento ariostesco de carácter fantástico, tratándose en realidad de una especie de libro de caballerías en verso.
La epopeya culta entra en decadencia en el siglo XVIII, pero todavía es posible encontrar un último exponente de la misma en la Hispanoamérica del siglo XIX, a través de los dos grandes poemas de José Hernández, la ida y la vuelta de Martín Fierro, que algunos consideran una novela versificada.

## Obras

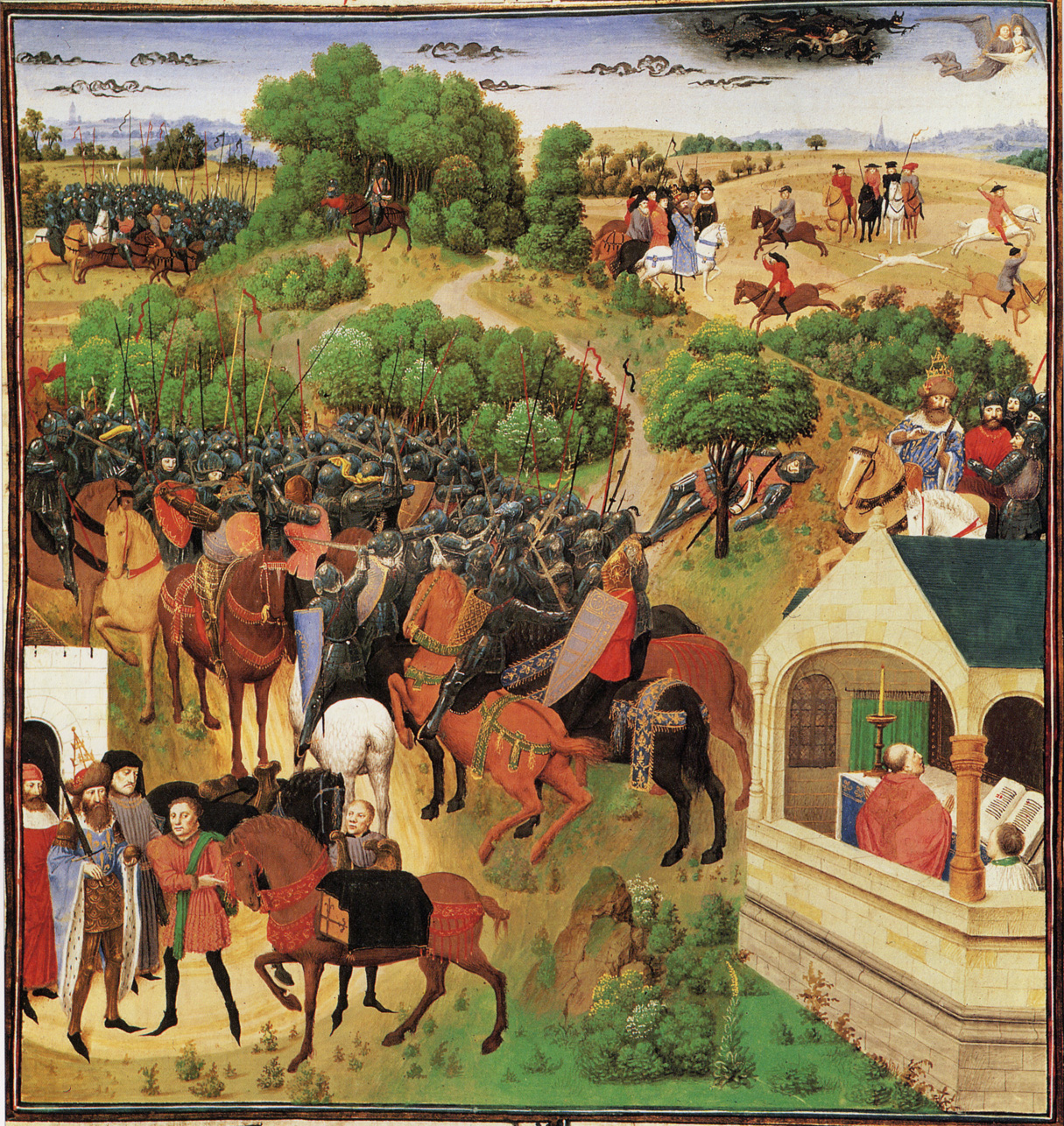
Ocho escenas de La Chanson de Roland en un manuscrito iluminado.

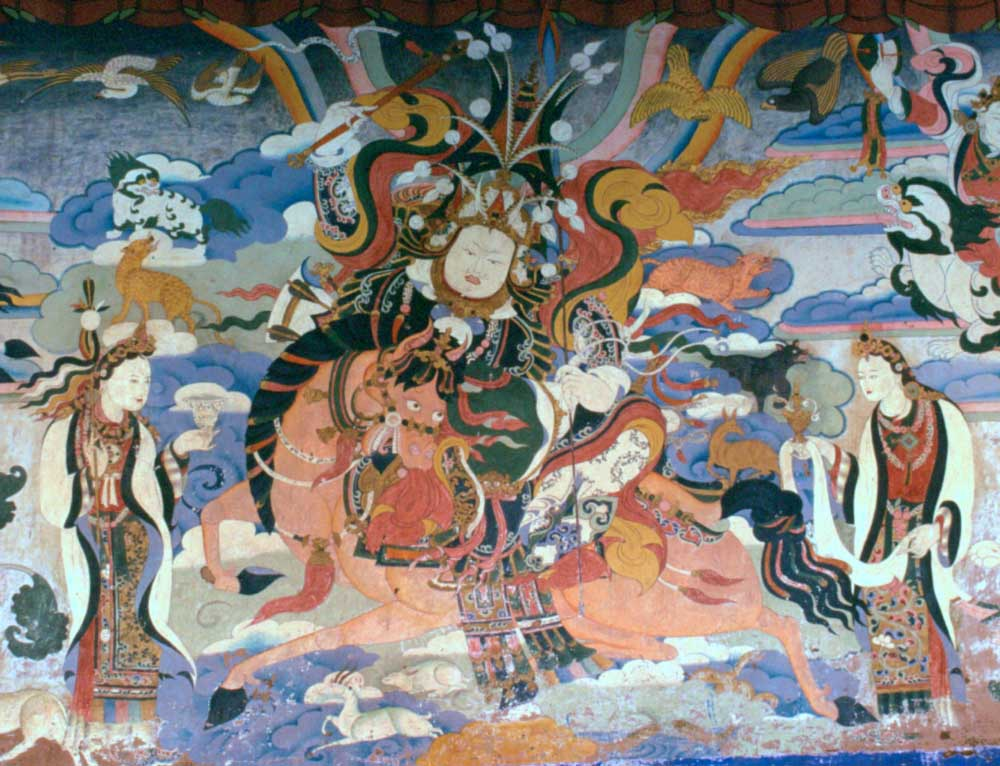
El Rey Gesar, pintura mural de autor anónimo.

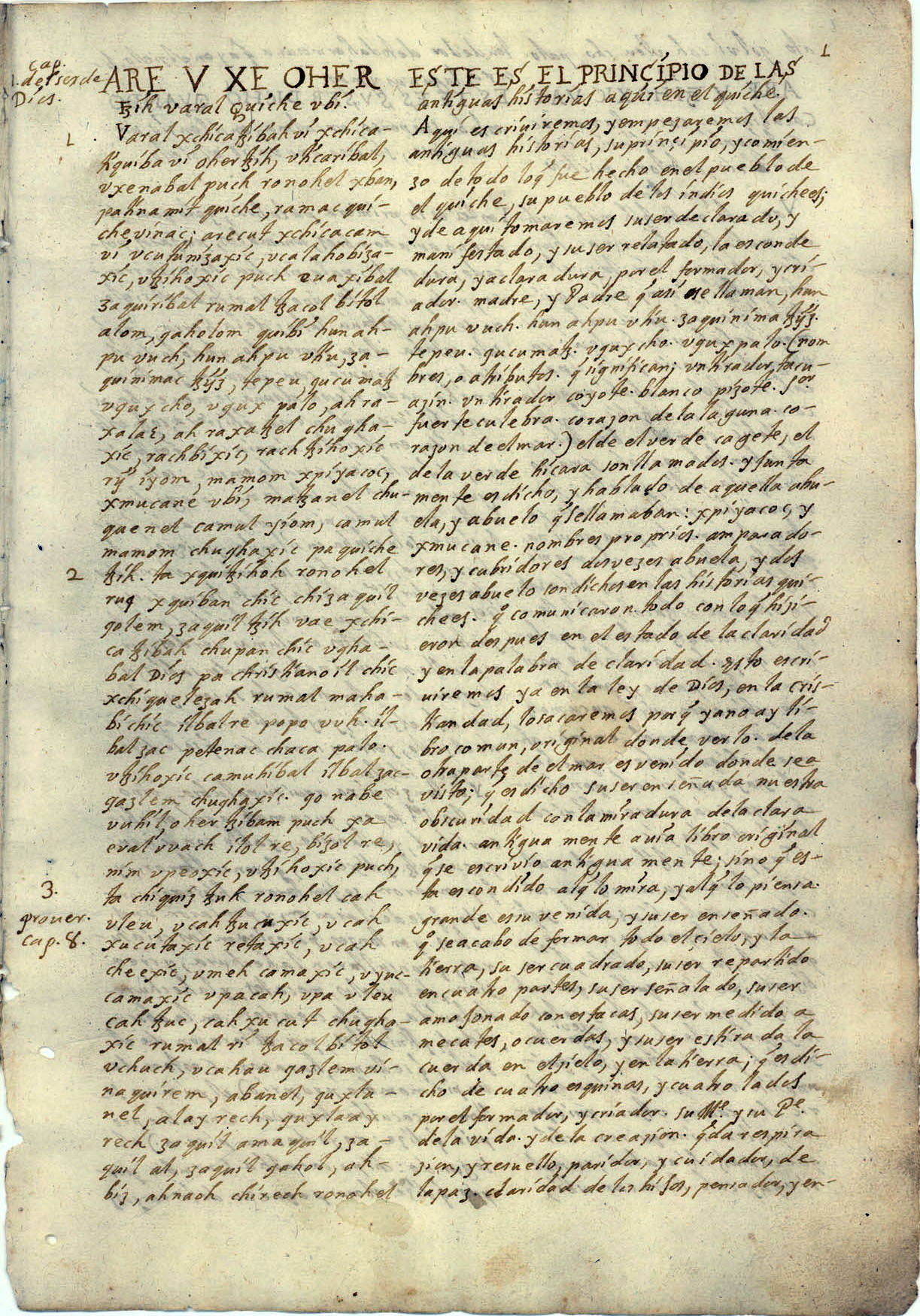
Primera página del manuscrito del Popol Vuh, principal epopeya del pueblo maya, guardado en la Biblioteca Newberry, Chicago, Colección Ayer.

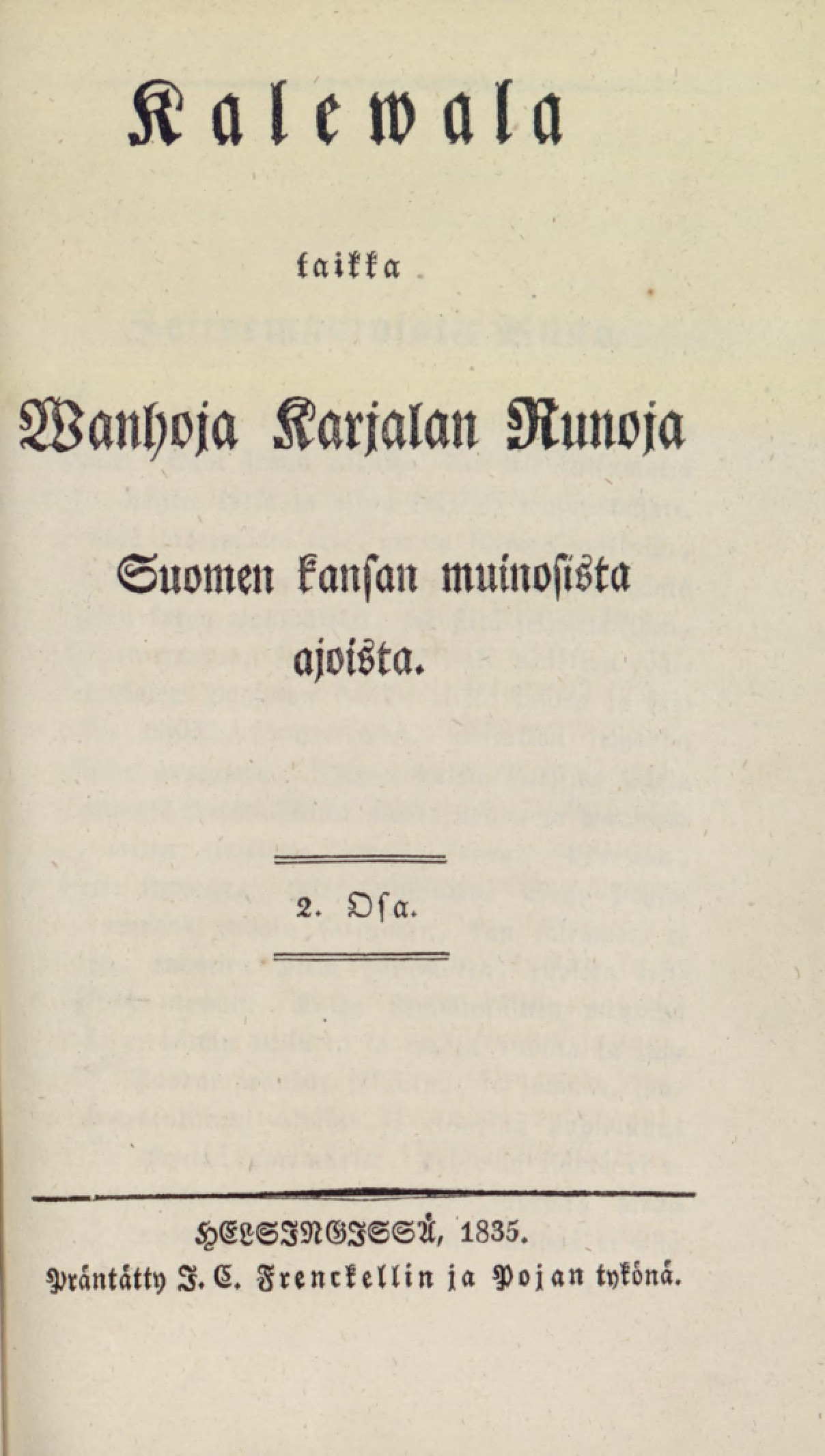
Kalevala, 1. edición, 1835.

### Antigüedad
- Babilónica-asiria
  - Poema de Gilgamesh
- Griega
  - Ilíada de Homero
  - Odisea de Homero
  - Argonáuticas de Apolonio de Rodas
  - Posthoméricas de Quinto de Esmirna
- India
  - Majábharata (la segunda más larga del mundo)
  - Ramaiana
- Romana
  - Eneida de Virgilio
  - Farsalia de Lucano
  - Punica de Silio Itálico
  - Argonáuticas de Valerio Flaco
  - Tebaida de Estacio

### Edad Media
- Heike Monogatari o Cantar de los Taira japonés
- Shahnameh, epopeya del poeta persa Ferdousí
- El rey Gesar, épica tibetana (la más larga del mundo)
- Digenis Acritas, épica bizantina
- Beowulf (anglosajón)
- Mal'abat Al Kafif ez-Zarhouni, epopeya marroquí del siglo XIV
- Cantar de los nibelungos (alemán)
- Cantar de mio Cid (castellano)
- Cantar de Roldán (francés)
- Edda (islandés)
- Kalevala (finlandés)
- Sagas (islandés)
- Epopeya de Sundiata, de la literatura africana
- La Divina Comedia, de Dante Alighieri

### Edad Moderna
- Orlando furioso, de Ludovico Ariosto (1532)

- La Araucana de Alonso de Ercilla (1569, 1578 y 1589)
- Los Lusíadas de Luís de Camões (1572)[1]
- La Francíada de Pierre de Ronsard (1572)
- Jerusalén liberada, de Torquato Tasso (1581)
- El Monserrate de Cristóbal de Virués (1587)
- La Jerusalén conquistada de Lope de Vega (1609)
- La Cristíada de Diego de Hojeda (1611)
- El Bernardo o La derrota de Roncesvalles de Bernardo de Balbuena (1624)
- El paraíso perdido de John Milton (1667)
- Popol Vuh (1701-1703)
- La Henriada de Voltaire (1723)

### Edad Contemporánea
Las Américas
- Martín Fierro de José Hernández (1872)
- Tabaré de Juan Zorrilla de San Martín (1888)
- Canto General de Pablo Neruda (1938-1950)
- Parusía de José Rumazo Gozález (1960-1985)
- El imperio de los sueños de Giannina Braschi (1988)
- Omeros de Derek Walcott (1990)
- Angels in America de Tony Kushner (1991)
- Lime Stone (sobre la historia de Barbados) de Anthony Kellman (2008)
- Estados Unidos de Banana de Giannina Braschi (2011)